# Sessaggio molecolare
Il sessaggio molecolare è una pratica di determinazione del sesso non invasiva basata sull'uso di tecniche bio-molecolari. 
Nella maggior parte dei casi i possessori di specie di uccelli monomorfiche, ovvero quelle specie che non presentano variazioni morfologiche evidenti tra maschio e femmina, sono interessati ad allevare una o più coppie conoscendo con certezza il sesso dei loro soggetti. In questo caso le alternative sono il sessaggio endoscopico (eseguito da un veterinario in anestesia) e il sessaggio molecolare (eseguito su un campione biologico prelevato dal soggetto).
Il sessaggio molecolare è un metodo basato su moderne tecnologie e presenta numerosi vantaggi:
- ha margini di errore pressoché nulli
- non è invasivo
- non è pericoloso per la salute dei soggetti
- si può praticare senza spostare i soggetti
- si può effettuare su soggetti molto giovani purché abbiano messo le piume
- è praticato su tutte le specie di uccelli ad eccezione degli struthionidae (es. struzzo)

## Basi scientifiche
La metodica di determinazione del sesso si basa sull'analisi del DNA dei soggetti. Il sesso degli uccelli, infatti, è determinato geneticamente: i maschi sono omogametici (ZZ), mentre le femmine sono eterogametiche (ZW), pertanto, analizzando il DNA è possibile stabilire se un soggetto è maschio oppure femmina.

## Procedura
La procedura inizia con l'invio al laboratorio di un campione biologico contenente del DNA, tipicamente delle piume. Il campione pervenuto in laboratorio viene sottoposto ad estrazione del DNA ed amplificazione tramite PCR con opportuni inneschi. La reazione di amplificazione produrrà due diversi pattern, uno caratteristico del sesso maschile ed uno caratteristico del sesso femminile. Il risultato viene quindi letto dopo elettroforesi su opportuni supporti in maniera tale da distinguere i due sessi senza possibilità di errore.